# アンコール2
『アンコール2』（アンコール・ツー）は、2010年5月26日に発売された柏原芳恵のカバー・アルバム。日本の男性歌手による昭和のヒット曲を中心にカバーした ″アンコール″ シリーズの第2弾。

## 概要
フォークソングやニューミュージックのヒットナンバーを中心にカバーした前作『アンコール』とはやや趣を変え、本作は森進一、鳥羽一郎、吉幾三、山本譲二、五木ひろしなど、演歌歌手の楽曲が多くカバーされている。

## 批評
音楽情報サイトCDジャーナルの商品ページでは、「柏原芳恵が歌うカヴァー・アルバム第2弾は、男性歌手のナンバーをセレクト。「みちのくひとり旅」「カサブランカ・グッバイ」「雪国」「大阪で生まれた女」など、誰もが耳なじみのある男の哀愁歌を、女性の艶気と貫録の歌唱力で歌い上げる。」と紹介されている。

## 収録曲
1. prologue
2. 北の螢
作詞：阿久悠 / 作曲：三木たかし / 編曲：萩仁美
  - 原曲は森進一の62枚目のシングルA面曲。
3. 夢芝居
作詞・作曲：小椋佳 / 編曲：萩仁美
  - 原曲は梅沢富美男の歌手デビューシングルA面曲。
4. カサブランカ・グッバイ
作詞：内館牧子 / 作曲：三木たかし / 編曲：萩仁美
  - 原曲は鳥羽一郎の52枚目のシングルA面曲。
5. 愛がほしい
作詞・作曲：伊藤薫 / 編曲：庄司龍
  - 原曲は前川清の8枚目のシングルA面曲。
6. 女ひとり
作詞：永六輔 / 作曲：いずみたく / 編曲：国安修二
  - 原曲は1965年に発売されたデューク・エイセスのシングルA面曲。
7. 雪國
作詞・作曲：吉幾三 / 編曲：国安修二
  - 原曲は吉幾三の12枚目のシングルA面曲。
8. みちのくひとり旅
作詞：市場馨 / 作曲：三島大輔 / 編曲：萩仁美
  - 原曲は山本譲二の4枚目のシングルA面曲。
9. 恋唄綴り
作詞：荒木とよひさ / 作曲：堀内孝雄 / 編曲：国安修二
  - 原曲は堀内孝雄の20枚目のシングルA面曲。
10. おまえに
作詞・岩谷時子 / 作曲：吉田正 / 編曲：庄司龍
  - 原曲は1966年に発売されたフランク永井のシングル「大阪ろまん」のB面曲。
11. ブランデー・グラス
作詞：山口洋子 / 作曲：小谷充 / 編曲：庄司龍
  - 原曲は1977年に発売された石原裕次郎のシングルA面曲。
12. 大阪で生まれた女
作詞・作曲：BORO / 編曲：国安修二
  - 原曲はBOROの2枚目のシングルA面曲。
13. 時には娼婦のように
作詞・作曲：なかにし礼 / 編曲：萩仁美
  - 原曲は黒沢年男の19枚目のシングルA面曲。
14. epilogue
15. 契り
作詞：阿久悠 / 作曲：五木ひろし / 編曲：庄司龍
  - 原曲は五木ひろしの44枚目のシングルA面曲。